# Волонга (река)
Волонга — река в России, протекает по Ненецкому АО. Впадает в Чёшскую губу Баренцева моря. Длина — 110 км. Площадь бассейна составляет 767 км².
Берёт начало на южном склоне горы Большая Коврига. Течёт в западном направлении по болотистой местности. Основные притоки: реки Травянка и Кумушка.
В устье на левом берегу расположен населённый пункт — деревня Волонга.